# Pont (geometria)

Pontok jelölése egy elforgatást szemléltető ábrán

A pont a geometria egyik alapfogalma.
A pont lényegében egy helyet jelöl, amelynek kiterjedése nincs (azaz nulla dimenziós), és mérete is minden irányban nulla. Ez azonban csak értelmezés és nem definíció. A pont fogalma mindenki számára másképp jelenhet meg.
Az axiomatikus geometriában a pont mellett általában léteznek további alapfogalmak is: ilyen geometriai objektum például az egyenes és a sík a Hilbert-féle axiómarendszerben. A geometria azonban felépíthető úgy is, hogy minden más geometriai objektumot - ideértve az egyenest és a síkot is - pontok halmazaként definiálunk. Így építkezik az analitikus és a differenciálgeometria. A funkcionálanalízisben a függvények függvényterek pontjai. A magasabb geometriában például a projektív tér síkjai felfoghatók egy hozzá tartozó duális tér pontjaiként.
A pont egy elfajult kúpszelet, mint nulla sugarú kör.

## Jelölése

Egy véges ponthalmaz az euklideszi síkon

Rajzban általában két rövid, egymást metsző vonallal jelöljük és az angol ábécé nagybetűivel nevezzük el. Koordináta-rendszerben a koordinátáival adjuk meg; például a Descartes-féle kétdimenziós koordináta-rendszer első tengelyétől 3 és második tengelyétől −5,2 egységre levő pont jele a (3;−5,2). Kétdimenziós euklideszi térben (azaz euklideszi síkon) a pontokat rendezett számpárok adják meg ahol az első szám a pont vízszintes, a második a pont függőleges koordinátáját adja meg. Ez általánosítható a háromdimenziós euklideszi térre is, ahol a pontokat (x, y, z) hármasok jelölik. További általánosítás az n dimenziós euklideszi tér, ahol a pontok meghatározásához egy (a1, a2, … , an) szám-n-esre van szükség.
Az euklideszi geometria több eleme végtelen sok pontból áll, így ponthalmazokként kezelik őket. Például az {\displaystyle \scriptstyle {L=\lbrace (a_{1},a_{2},...a_{n})|a_{1}c_{1}+a_{2}c_{2}+...a_{n}c_{n}=d\rbrace }} halmaz n-1 dimenziós altér, ahol c1-től cn-ig, és d konstansok, illetve n a tér dimenziója. Az egyenlet síkban ez az egyenlet egyenest, térben síkot, 4 dimenziós térben 3 dimenziós alteret ír le. Hasonlóan definiálhatók szakaszok, félegyenesek, valamint egyenletrendszerrel alacsonyabb dimenziós alterek is.

## Dimenziója
A matematika több részterülete egymástól függetlenül definiálja a pont dimenzióját nullának. Ezek a definíciók nem ekvivalensek.
A vektorterek dimenzióját bázisuk elemszáma adja meg, ahol egy bázis maximális lineárisan független rendszer. Az egyetlen pontból álló vektortér dimenziója nulla, hiszen az egyetlen pontnak a nullvektornak kell lennie (a vektortér tulajdonságai miatt), és a nullvektor nem lineárisan független önmagától. Így nem választható ki benne lineárisan független rendszer.
Ha X topologikus tér, akkor dimenziója az a minimális n, ahol X minden nyílt véges fedésének van véges nyílt finomítása, ahol minden pont legfeljebb n+1-szer van fedve. Ha nincs ilyen n, akkor a tér fedési dimenziója végtelen. Eszerint egy pont fedési dimenziója nulla, hiszen minden nyílt fedéséből kiválasztható egy halmaz, ami tartalmazza a pontot, így a pont nincs egynél többször fedve.
Legyen X metrikus tér! Ha S ⊂ X, d ∈ [0, ∞), akkor S d dimenziós Hausdorff-tartalma az infimuma azoknak a δ ≥ 0 számoknak, hogy vannak S-et fedő  {\displaystyle \{B(x_{i},r_{i}):i\in I\}} golyók, ahol ri > 0, és minden i ∈ I-re, amire {\displaystyle \sum _{i\in I}r_{i}^{d}<\delta }. Ekkor X Hausdorff-dimenziója 
{\displaystyle \operatorname {dim} _{\operatorname {H} }(X):=\inf\{d\geq 0:C_{H}^{d}(X)=0\}.}
Egy pont dimenziója nulla, mivel egy akármilyen kis sugarú golyó befedi.

## Analitikus geometria
Az analitikus geometriában a geometriai tér egy test fölötti n dimenziós tér. A tér pontjai a vektortér elemei. A vektortér egy bázisa koordináta-rendszert ad meg; az adott bázisban a pontok koordinátái a bázis szerinti felbontásban szereplő együtthatók.
A többi alakzatot ponthalmazokként definiálják. Az egyenes egydimenziós, a sík kétdimenziós (affin) altér. Altér a pont is, dimenziója nulla. Egy gömb egy ponttól, a középponttól ugyanolyan távolságra levő pontok halmaza.

## Differenciálgeometria
A differenciálgeometriában a pontok a sokaságok elemei. Nem vektorok, de lokálisan a megfelelő térkép szerint elláthatók koordinátákkal.

## Pont nélküli geometriák
A legtöbb geometriai modell használja a pont fogalmát, de vannak elméletek, ahol szó sincs pontokról. A nemkommutatív geometria algebrai, a pont nélküli topológia logikai szerkezetet hoz létre a vizsgált téren. Pontok helyett jól ismert függvényekkel és halmazokkal foglalkoznak: folytonos függvényekkel, illetve halmazalgebrákkal. Általánosítják a függvénytereket úgy, hogy nem használják a behelyettesítést. Egy további megközelítést A. N. Whitehead ír le, ahol az alapfogalom a régió, amelyek tartalmazhatják egymást, vagy közel lehetnek egymáshoz.

## Ponttömegek és a Dirac-függvény
A matematikában és a fizikában gyakran hasznos, ha pontoknak lehet tömegük vagy töltésük. A klasszikus elektromágnesességben az elektronokat pontszerű töltésekként kezelik. A Dirac-delta függvény egy általánosított valós függvény, ami mindenütt nulla, kivéve nullában, és integrálja a teljes számegyenesen egy. Ez a fizikában egy idealizált ponttömeget vagy ponttöltést reprezentál. Ez a függvényt Paul Dirac vezette be. A jelfeldolgozásban egységimpulzus jelnek nevezik.  Diszkrét megfelelője a Kronecker-delta, ami véges tartományon van definiálva, és a 0 és az 1 értékeket veszi fel.

## Története
Proklosz szerint az első definíció Püthagorasztól származik: Egység, melynek pozíciója van. 
Euklidész az Elemek című művében i. e. 300 körül még így definiálta a pontot: „Pont az, aminek nincs része.” Ez erőltetett és könnyen támadható definíció, de Euklidész arra törekedett, hogy minden általa felhasznált fogalomra meghatározást adjon, még ha nehézségbe ütközik is. Mára beláttuk, hogy egy-egy elmélethez szükségesek nem definiált alapfogalmak is, melyek tulajdonságait axiómákban rögzítjük. Ezek közé soroljuk a pontot is.
A görögöknek is nehézségei adódtak a definícióval, mivel nehéz elképzelni, hogy  kiterjedés nélküli valamikből hogyan állhat össze valami, aminek kiterjedése van, például egy vonal. A platóni iskola is foglalkozott a problémával, amiről Arisztotelész írt a De generatione et corruptione művében.
A szintetikus geometriában nem számít, hogy tulajdonképpen mik is a pontok, egyenesek, síkok, meg az illeszkedés. Az a fontos, hogy az axiómák teljesüljenek. Egy Hilbertnek tulajdonított mondás szerint asztalokról, székekről és kocsmákról is lehet szó.
A projektív síkokon az axiómák szimmetriája miatt belátható a dualitás tétele: a tételek dualizálhatók bizonyításukkal együtt. Azaz, ha egy tételben felcseréljük a pont és az egyenes szavakat, akkor egy olyan tételt kapunk, melyet bizonyíthatunk úgy, hogy az eredeti bizonyításban felcseréljük a pont és az egyenes szavakat. Így a duális tételt duálisan bizonyítjuk. A sík duálisán az eredeti sík egyenesei pontok, és az eredeti sík pontjai egyenesek.

## Fordítás
Ez a szócikk részben vagy egészben  a   Punkt (Geometrie) című német Wikipédia-szócikk fordításán alapul.  Az eredeti cikk szerkesztőit annak laptörténete sorolja fel. Ez a jelzés csupán a megfogalmazás eredetét és a szerzői jogokat jelzi, nem szolgál a cikkben szereplő információk forrásmegjelöléseként.
Ez a szócikk részben vagy egészben  a   Point (geometry) című angol Wikipédia-szócikk fordításán alapul.  Az eredeti cikk szerkesztőit annak laptörténete sorolja fel. Ez a jelzés csupán a megfogalmazás eredetét és a szerzői jogokat jelzi, nem szolgál a cikkben szereplő információk forrásmegjelöléseként.